# Santa Ana del Táchira
Santa Ana del Táchira – miasto w Wenezueli, w stanie Táchira.